# 第1次アル＝ファオの戦い
第1次アル＝ファオの戦い（だいいちじアル＝ファオのたたかい）は、イラン・イラク戦争中、イラクバスラ県のファオ半島をめぐる戦いである。

## 概要
開戦以来、イラク軍は相次ぐバスラ正面の防御戦に忙殺され、イラク最南端の要衝ファオ半島の防御体制は疎かになっていた。もっとも、イラン軍がファオ半島に進行する可能性は諸事情（天然の障害であるシャッタルアラブ川の存在と、イラン軍の揚陸戦力の不足等）から低いと見積もられていた。しかし、イラクにとり重要な収入源である石油積出港を急襲し、戦争経済に打撃を与えるべくイラン軍は攻勢を決心した。
革命記念日である2月11日頃にファオ半島を攻略すべく、イラン軍は舟艇の準備を進め、且つパフラヴィー時代にイギリスに発注した揚陸艦（2,500t級）2隻を受領した。またイラン・コントラ事件を通じて多数の米国製兵器（特にAH-1 コブラの予備部品やBGM-71 TOWを多数調達でき、対戦車火力が充実した）を得て攻勢準備は整いつつあった。

## 攻撃
1986年2月9日2200時、シャッタルアラブ川河口部において夜陰に紛れて舟艇による強行渡河を敢行し奇襲に成功した。2月11日夕刻までにアル＝ファオ市を含むシャッタルアラブ川西岸地区を占領した。クウェート国境まで20kmに迫った。
攻撃に成功したイラン軍はそのまま半島西北地区へ進撃を開始、バスラ攻略を目指した。
事態を重大視したイラク軍首脳は、精鋭からなる戦略予備である第7軍団を投入し反撃に転じた。イラク軍はあらゆる火力を投じて交戦したが、この際に化学兵器を使用した、これにより誤爆されたイラク兵を含めて1,000人以上が犠牲となった。2月13日には、後方であるアーバーダーンにも化学剤爆弾を投下した。イラン軍は過去の戦訓からこの事態を予測しておりヘイバル作戦後にイタリア製ガスマスクを100万個準備していた。
2月16日、イラク軍は圧倒的な火力・物量を投入したがイラン革命防衛隊の狂信的波状攻撃を押し留めることができず、イラク第111旅団は壊滅し第7軍団前線戦闘指揮所も占領された。イラン軍は更に主要商業港及びイラク海軍基地もあるウムカスル港へ向かった。
2月17日夜から2月18日未明にかけて半島中部で激戦となったが決定的打撃を与えることができず、両軍膠着状態となった。
イラン軍が占領したアル＝ファオ市とその周辺は地盤も固く防御に適していたが、ファオ半島全体は軟弱な地盤でありイラク軍機甲部隊は機動展開ができず、またイラク空軍は圧倒的な航空優勢を保持していたにも拘らず、イラン軍の補給船や浮橋を夜間に捕捉することは困難であった。何よりもファオ半島への攻撃は陽動作戦の可能性が高くバスラ正面を警戒しており、その困難な地勢（当該地区は前線の最右翼にあり、機甲部隊の展開に時間を要した）と相俟って予備戦力の迅速な展開に遅れが生じることとなった。

## その後
イラン軍の戦力は回復しつつあることが明らかとなり、イラン軍兵士の戦意はなお旺盛であり続けた。
イラク軍の動揺は激しく、フセイン体制の崩壊の危険性が高まった。なによりクウェートまで指呼の距離に迫り、イスラム革命を恐れる湾岸諸国には恐慌状態を巻き起こした。